# 安德烈·瑞欧
安德烈·莱昂·马里·尼古拉·瑞欧（André Léon Marie Nicolas Rieu，法語發音：[ɑ̃dʁe leɔ̃ maʁi nikɔla ʁijø]，1949年10月1日—），荷兰小提琴手和指揮家。他以创立了演奏华尔兹舞曲为主的“约翰·施特劳斯管弦乐团”而闻名。

## 早年
安德烈·瑞欧在荷兰马斯特里赫特出生，从5岁起开始学习小提琴。他在一个有着六个孩子的音乐世家长大，父亲是作曲家。从童年起他就有着异乎寻常的管弦乐天分。1968年到1973年，他在比利時列日的皇家艺术学校（Conservatoire Royal）学习小提琴。他的老师包括著名的乔·犹大（Jo Juda）和赫曼·克瑞伯斯（Herman Krebbers）。自1974年到1977年，他在布鲁塞尔参加了音乐研究院，与安德烈·格特勒（André Gertler）一起学习。在研究院，他曾赢得过头等奖。
在大学里，他表演过弗朗兹·萊哈爾（Franz Lehár）创作的《金與银》（Gold And Silver）华尔兹，广获好评。因此他决定继续走华尔兹路线。他创立了马斯特里赫特管弦乐沙龙，并作为小提琴手与比利时林堡交响乐团一起演奏。1987年开始他创立了约翰斯特劳斯管弦乐队以及他自己的公司。从此以后他戏剧化的舞台表演和摇滚歌星般的举止成为了华尔兹苏醒的一种兴奋剂。自然的，他被称作“华尔兹之王”（The King Of Waltz）。
然而很多人批评他无休止的古典音樂通俗化民粹主义，以及不加批判信奉消费文化的态度。

## 職業生涯
约翰·施特劳斯弦乐队
成立于1987年，开始的时候安德烈·瑞欧的管弦乐队只有寥寥12人，如今则成为拥有40——50位音乐家的庞大队伍。最开始该乐队在欧洲巡回演出，一度引发了对华尔兹音乐的极大兴趣。这次复苏最开始发生在他的家乡荷兰，1997年因录制和表演单曲《第二华尔兹》（Second Waltz）而引发极大关注。这首曲子是根据苏联作曲家季米特里·肖斯塔科维奇（Dmitri Shostakovich）的《第2號爵士樂團組曲》（Suite for Jazz Orchestra No. 2）改编的。
安德烈的乐队不仅在欧洲巡回演出，还多次前往北美和日本。他们获得过多次奖项，例如两次世界音乐奖，并且在全世界很多地方上过金牌榜，比如在荷兰8次登上白金榜。2007年9月，安德烈首次在澳大利亚墨尔本的灵伍德区（Ringwood）东商场单独演奏《My Way》和《叢林流浪》，第二天前往悉尼竞技谷区（Arena Cove）瓦瑞高商场（Warringah）表演相同的曲目。
2008年11月和12月间，安德烈和他的管弦乐队将在澳大利亚悉尼、布里斯班、墨尔本、阿德莱德和帕斯举行澳洲有史以来最大的音乐演出。他在自己的录音室里录制了欧洲经典音乐，以及一些乡村民谣和流行音乐。
一些他的表演在英国和美国由美国公共广播公司（PBS）播出，比如2003年在都柏林的电视转播，和2005年在托斯卡纳的电影制作。安德烈和他的乐队2014年4月12日首访中国上海，在梅赛德斯奔驰文化中心演出。

## 作品節選

### 专辑
- Spoorenberg, Erna. Jacobeit, Irmgard. Matthès, Wilhelmine. Brand, Tom. Villisech, Jacques. . 2564-69646-9 (CD). Das alte Werk (Teldec Classics). 2008.
- Happy Days (2019)
- Romantic Moments II (2018)
- Amore (December 2017)
- Falling in Love (November 2016)
- Viva Olympia (August 2016)
- Magic of the Waltz (May 2016)
- Roman Holiday (November 2015)
- Magic of the Violin (May 2015)
- Un amour à Venise (November 2014)
- Les mélodies du bonheur (May 2014)
- Love Letters (February 2014)
- Music of the Night (2013)
- Home for Christmas (11 December 2012)
- Live in Brazil (2012)
- And the Waltz Goes On (2011)
- Live in Vienna (September 2008)
- The 100 Most Beautiful Melodies (May 2007)
- In Wonderland (2007) 現場專輯 艾夫特琳
- Live in Vienna (2007)
- Auf Schönbrunn (2006)
- New York Memories (2006)
- Songs from My Heart (2005)
- Christmas Around the World (2005)
- Live in Tuscany (2004)
- The Flying Dutchman (2004)
- New Year's Eve in Vienna (2003)
- André Rieu at the Movies (2003)
- Live in Dublin (2003)
- Romantic Paradise (2003)
- Maastricht Salon Orkest - Serenata (2003)
- Love Around the World (2002)
- Dreaming (2002)
- Live at the Royal Albert Hall (2001)
- Musik Zum Träumen (2001)
- La Vie Est Belle (2000)
- Fiesta! (1999)
- 100 Years of Strauss (1999)
- Romantic Moments (1998)
- The Christmas I Love (1997)
- In Concert (1996)
- Strauss gala (1995)
- D'n blauwen aovond (1995)
- Hieringe biete 1 & 2 (1995)
- Strauss & Co (1994)
- Hieringe biete (1993)
- Merry Christmas (1992)

### 个人生活
他与玛乔丽·科赫曼（Marjorie Kochmann）结婚，育有二子：马克（Marc）和皮埃尔（Pierre）。次子皮埃尔已经加入他的公司成为了公司的管理人员。
他能说多国语言，以流利程度排序分别为：荷兰语、德语、英语、法语、意大利语和西班牙语。
安德烈拥有一把据称是1667年斯特拉迪瓦里（Stradivarius）及其子制作的小提琴。
安德烈和他的兄弟吉恩·飞利浦合作了很多年，但是现在吉恩·飞利浦已经自立门户。